# Kalevi Numminen
Kalevi Numminen (* 31. ledna 1940, Tampere) je bývalý finský hokejový obránce a pozdější trenér. Finsko reprezentoval na ZOH 1960 v Squaw Valley a na ZOH 1964 v Innsbrucku. Sedmkrát byl účastníkem mistrovství světa v ledním hokeji, a to v letech 1959, 1961, 1962, 1963, 1965, 1966 a 1967.
V letech 1973–74 a 1977–82 byl trenérem finské hokejé reprezentace. Je podle něj pojmenována Trofej Kaleviho Numminena, která je každoročně udělována ve finské hokejové lize nejlepšímu trenérovi sezóny.
Lednímu hokeji se věnovali i jeho synové Teppo a Teemu.